# Prosopocera pascoei
Prosopocera pascoei is een keversoort uit de familie van de boktorren (Cerambycidae). De wetenschappelijke naam van de soort werd voor het eerst geldig gepubliceerd in 1890 door Gahan. De kever komt het meest voor in Zuidelijk Afrika. 